# Rocky Ripple (Indiana)
Rocky Ripple es un pueblo ubicado en el condado de Marion, Indiana, Estados Unidos. Tiene una población estimada, a mediados de 2021, de 645 habitantes.
Es parte del área metropolitana de Indianápolis, 

## Geografía
La localidad está ubicada en las coordenadas 39°50′54″N 86°10′23″O / 39.84833, -86.17306. Según la Oficina del Censo de los Estados Unidos, Rocky Ripple tiene una superficie total de 0.78 km², correspondientes en su totalidad a tierra firme.

## Demografía
Según el censo de 2020, en ese momento había 655 personas residiendo en Rocky Ripple. La densidad de población era de 839.74 hab./km². El 85.65% de los habitantes eran blancos, el 5.65% eran afroamericanos, el 0.46% eran amerindios, el 0.46% eran asiáticos, el 0.76% eran de otras razas y el 7.02% eran de una mezcla de razas. Del total de la población, el 3.82% eran hispanos o latinos de cualquier raza.